# Bahnhof Sakaemachi
Der Bahnhof Sakaemachi (jap. 栄町駅, Sakaemachi-eki) ist ein Bahnhof auf der japanischen Insel Honshū. Er wird von der Bahngesellschaft Meitetsu (Nagoya Tetsudō) betrieben und befindet sich in der Präfektur Aichi auf dem Gebiet der Stadt Nagoya.

## Verbindungen
Sakaemachi ist die westliche Endstation der Meitetsu Seto-Linie, die von der Bahngesellschaft Meitetsu betrieben wird und von Nagoya aus in die nordöstlich gelegenen Vororte Owariasahi und Seto führt.
Tagsüber wird ein Zehn-Minuten-Takt angeboten, während der Hauptverkehrszeit fahren die Züge alle vier bis fünf Minuten, am Abend alle 15 Minuten. Es gibt drei verschiedene Zuggattungen, die jeweils von Sakaemachi nach Owari-Seto und zurück fahren. Den ganzen Tag über werden Lokalzüge mit Halt an allen Zwischenbahnhöfen angeboten. Während der Hauptverkehrszeit kommen zwei verschiedene Eilzüge hinzu. Die Junkyū (Semi Express) lassen zwischen Sakaemachi und Obata sechs Bahnhöfe aus und halten unterwegs nur in Higashiōte und Ōzone. Dasselbe gilt für die Kyūkō (Express), die in der Gemeinde Owariasahi zwei zusätzliche Bahnhöfe überspringen (somit insgesamt acht).
Fußläufig über die unterirdische Ladenpassage Sakaemori no Chikagai erreichbar ist der U-Bahnhof Sakae; dort kreuzen sich die Higashiyama-Linie und die Meijō-Linie der U-Bahn Nagoya. Der Busbahnhof im angrenzenden Gebäude Oasis 21 wird von drei Dutzend Buslinien des Verkehrsamts der Stadt Nagoya sowie der Gesellschaft Meitetsu Bus bedient.

## Anlage
Der Tunnelbahnhof befindet sich im Stadtzentrum Nagoyas unter der Hauptstraße Hisaya Ōdōri. Westlich davon erstreckt sich der Stadtteil Nishiki im Bezirk Naka-ku, östlich davon der Bezirk Higashisakura im Bezirk Higashi-ku. In der Nachbarschaft zu finden sind unter anderem der Fernsehturm Nagoya, die Einkaufszentren Oasis 21 und Central Park, mehrere Wolkenkratzer, das Aichi Arts Center sowie der Hisaya-Ōdōri-Park. Die von Norden nach Süden ausgerichtete Anlage umfasst zwei Ebenen. Die obere besteht aus der Ladenpassage Sakaemori no Chikagai, über die zahlreiche Gebäude und Straßen in der Nachbarschaft erreichbar sind. Die darunter liegende Bahnsteigebene zwei stumpf endende Gleise an einem breiten Mittelbahnsteig. Treppen, Rolltreppen und Aufzüge stellen die Verbindung zwischen den Ebenen und den Eingangsbereichen an der Oberfläche her.
Im Fiskaljahr 2019 nutzten durchschnittlich 20'870 Fahrgäste täglich den Bahnhof.

## Bilder

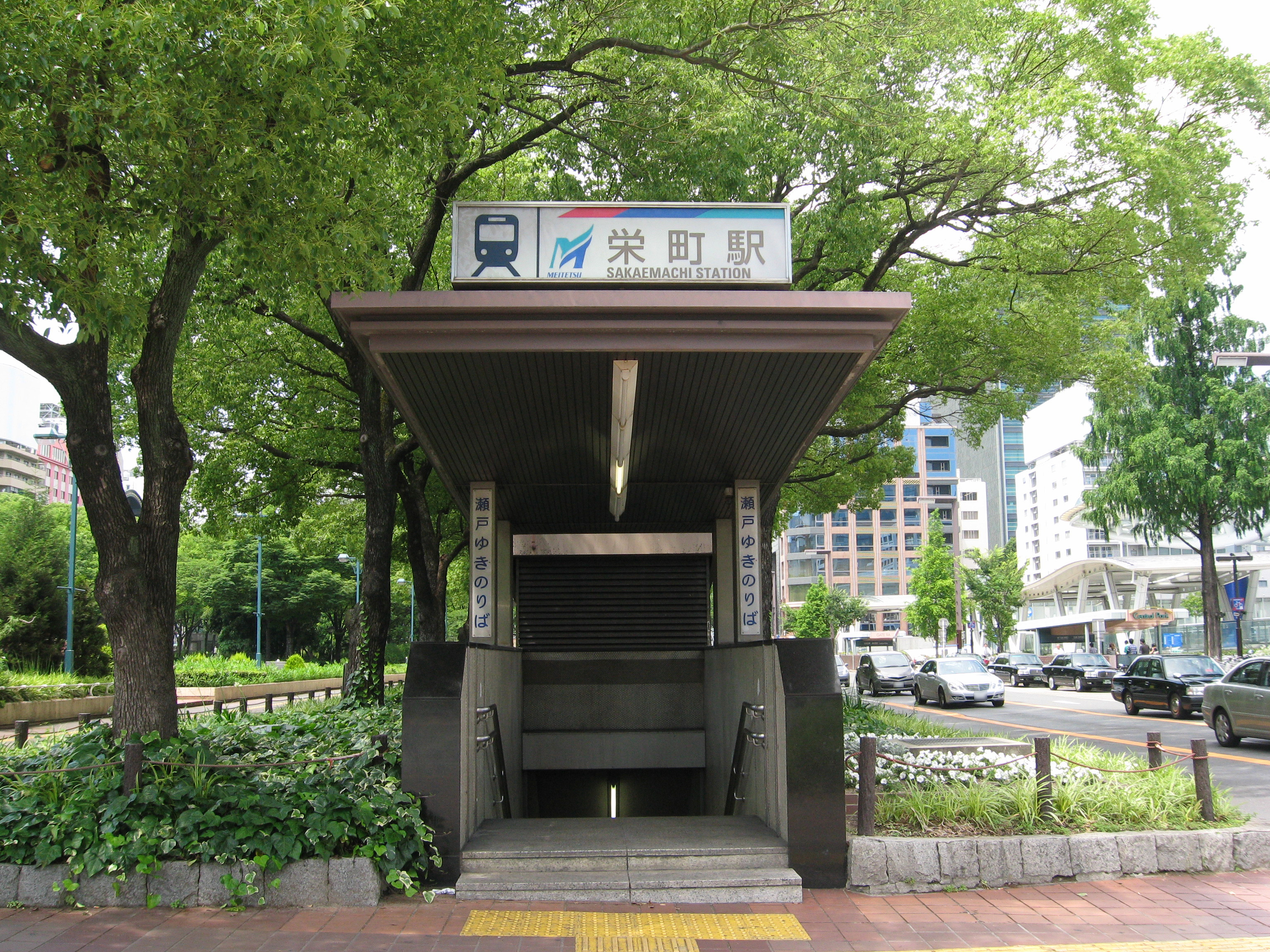
Eingang im Hisaya-Ōdōri-Park
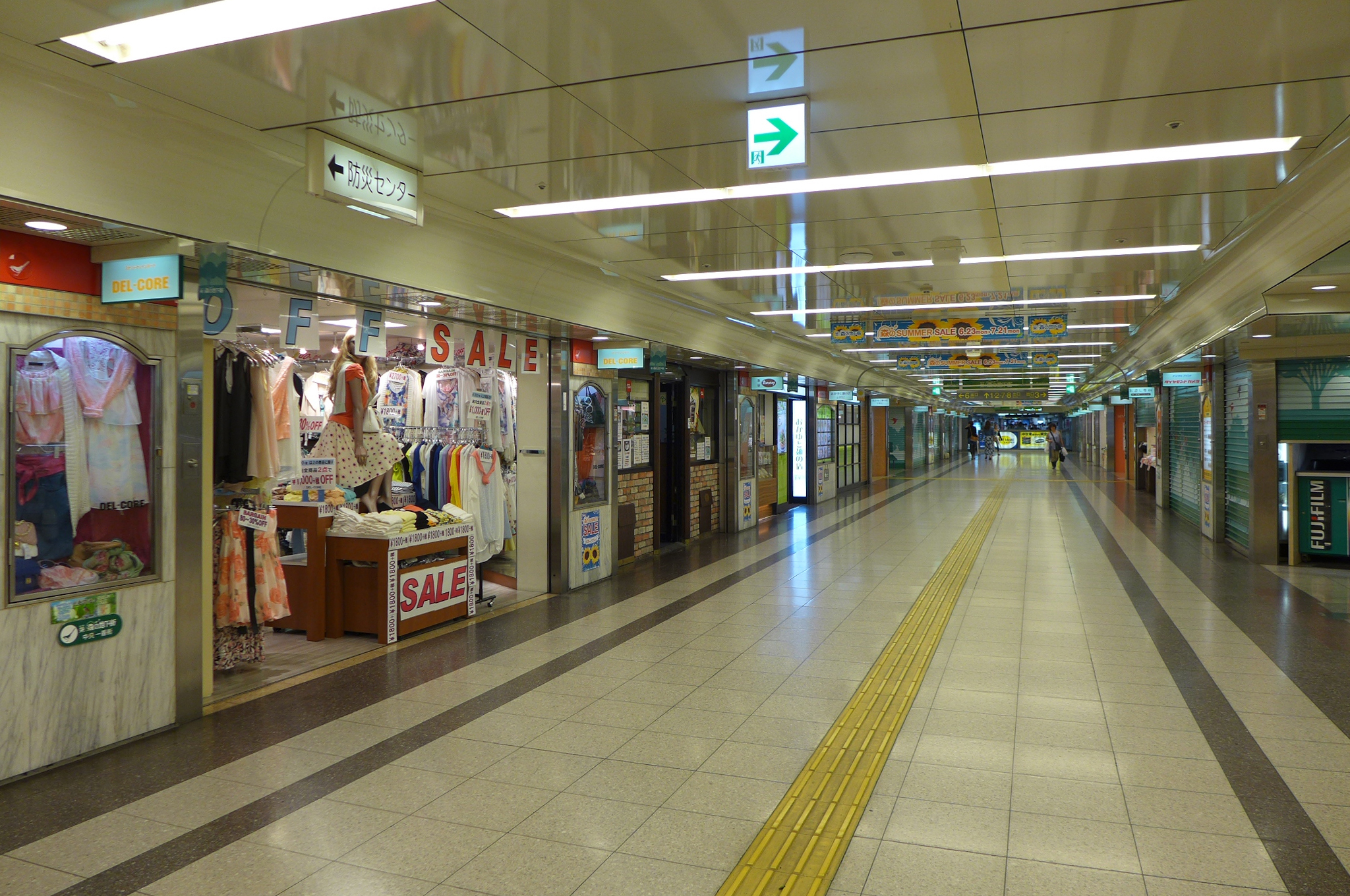
Ladenpassage
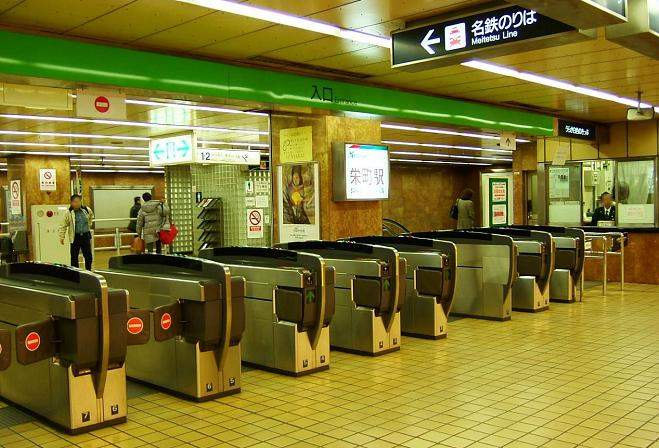
Bahnsteigsperre
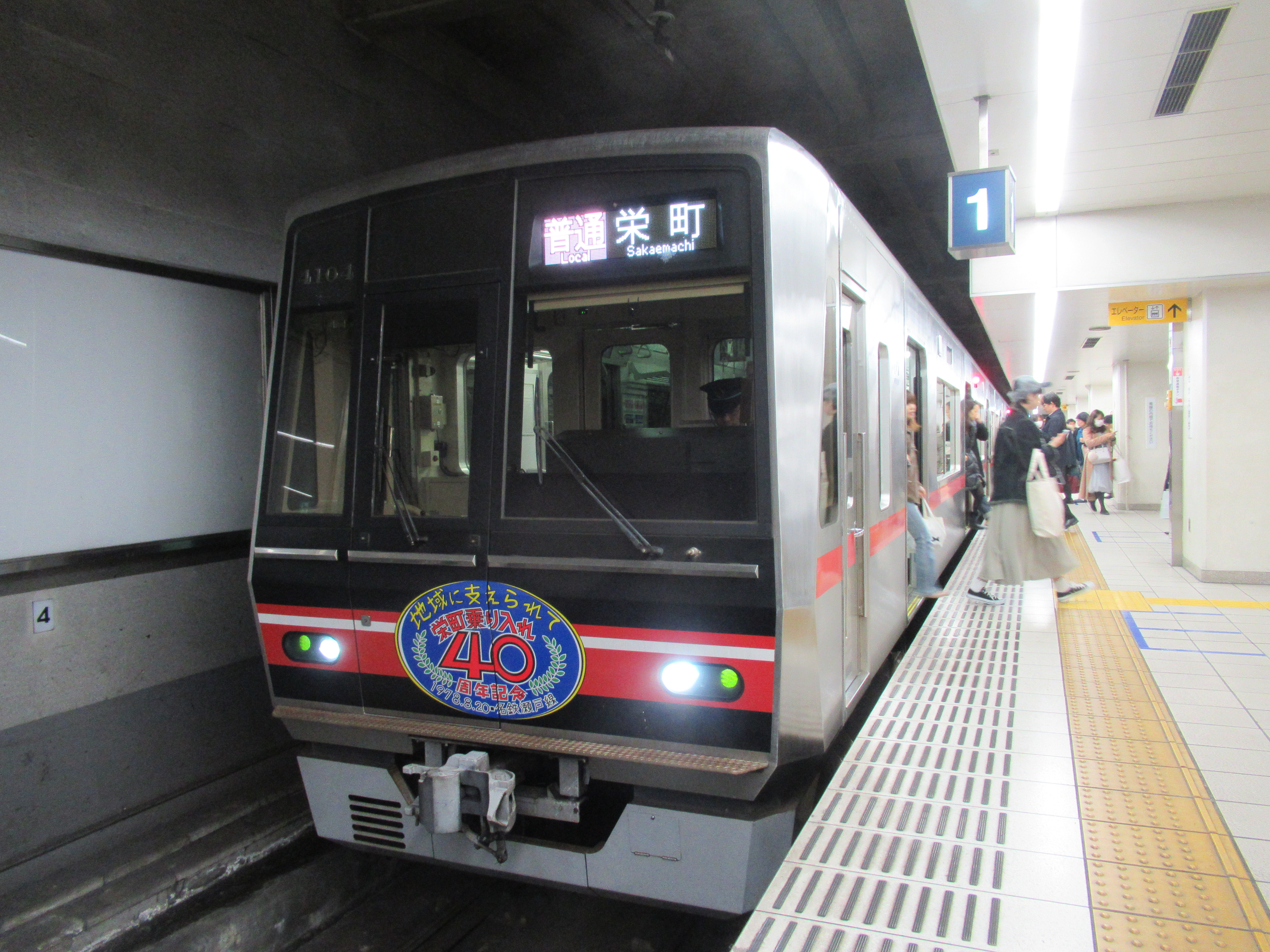
Triebwagen der Baureihe 4000
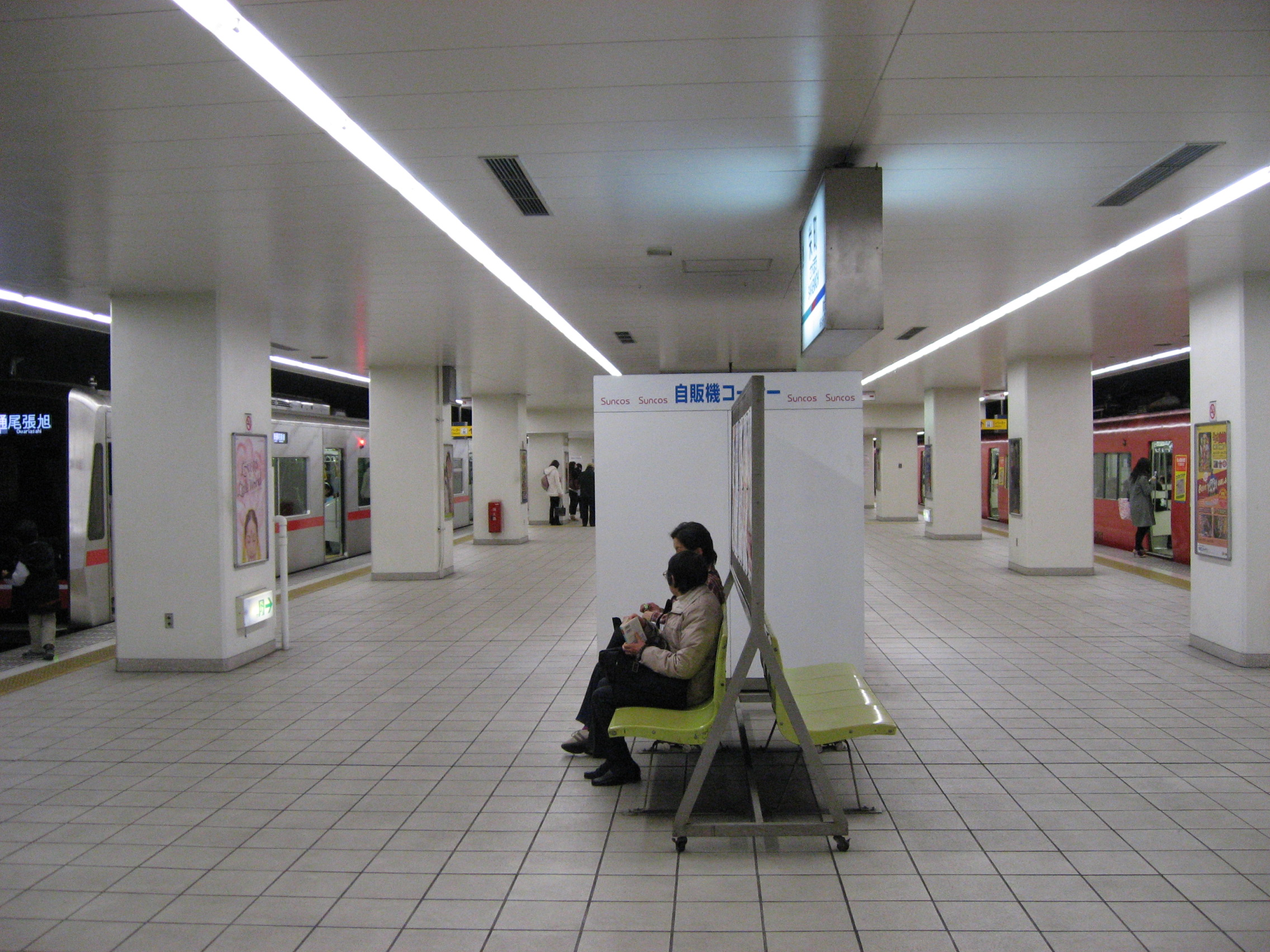
Bahnsteig

## Gleise
| 1/2 | ▉ Meitetsu Seto-Linie | Ōzone • Shin-Seto • Owari-Seto |

## Linien
| Verlauf der Meitetsu Seto-Linie |
| --- |
| Sakaemachi • Higashiōte • Shimizu • Amagasaka • Morishita • Ōzone • Yada • Moriyama-Jieitai-mae • Hyōtan-yama • Obata • Kitayama • Ōmori-Kinjōgakuin-mae • Inba • Asahi-mae • Owari-Asahi • Sangō • Mizuno • Shin-Seto • Seto-Shiyakusho-mae • Owari-Seto |

## Geschichte

Gleisplan

Als die Bahngesellschaft Seto Denki Tetsudō die Seto-Linie von Ōzone aus ins Stadtzentrum verlängerte, nutzte sie dafür den äußeren Burggraben der Burg Nagoya. Ab 1911 reichte die Strecke zur provisorischen Endstation Misono, ab 1915 bis zum Bahnhof Horikawa. Der wichtigste Bahnhof auf diesem Streckenabschnitt war jedoch Ōtsumachi, der auch ein bedeutender Knotenpunkt des Straßenbahnnetzes war. Mit der Stilllegung der Straßenbahn verlor er jedoch weitgehend seine Funktion und 1971 wurde die U-Bahn zwischen Ōzone und Sakae eröffnet. Für viele Fahrgäste der Seto-Linie, die ins Stadtzentrum gelangen wollten, war es praktischer, in Ōzone umsteigen. Aus diesem Grund strebte die Meitetsu eine direktere und teilweise unterirdisch verlaufende Streckenführung an. Eine entsprechende Vereinbarung mit der Stadt Nagoya konnte 1972 getroffen werden. Nachdem am 15. Februar 1976 der nicht mehr benötigte Streckenabschnitt Amagasaka–Horikawa stillgelegt und die provisorische Endstation Doishita eröffnet worden waren, begannen die Bauarbeiten. Die Inbetriebnahme der neuen Endstation Sakaemachi erfolgte am 20. August 1978.